# Факундо Мура
Факундо Мура (ісп. Facundo Mura; народився 23 березня 1999, Хенераль-Рока, Аргентина) — аргентинський футболіст, захисник клубу «Естудіантес».

## Клубна кар'єра
Мура — вихованець клубу «Естудіантес». 10 березня 2019 року в матчі проти «Хімнасії Ла-Плата» він дебютував в аргентинській Прімері.

## Міжнародна кар'єра
В 2019 у складі молодіжної збірної Аргентини Мура взяв участь у молодіжному чемпіонаті Південної Америки в Чилі. На турнірі він зіграв у матчах проти Парагваю, Еквадору, Колумбії і Бразилії.
У тому ж році Мура взяв участь у молодіжному чемпіонаті світу в Польщі. На турнірі він зіграв у матчах проти команд Португалії, Південної Кореї і Малі.

## Особисте життя
Брат Мури, Хоакін, є також футболістом; він також розпочав свою кар'єру в академії Естудіантеса.

## Титули і досягнення
- Володар Південноамериканського кубка (1):

«Расінг»: 2024
- Переможець Рекопи Південної Америки (1):

«Расінг»: 2025